# 彼爾姆清真寺
彼爾姆中央清真寺，是在1902-03年建於俄羅斯彼爾姆的清真寺，由當地韃靼人商人出資興建。
全寺由綠色和白色為主色，它的尖塔由阿歷山大·歐扎戈夫設計。在諾達卡邁勒清真寺興建前它是世界最西北的清真寺。
這座清真寺在十月革命後被推倒，重建後在1940年-1986年被蘇共用來儲物，在1990年代重新用作宗教用途
58°00′51″N 56°13′39″E / 58.014088°N 56.227608°E